# Teresa Riera Madurell

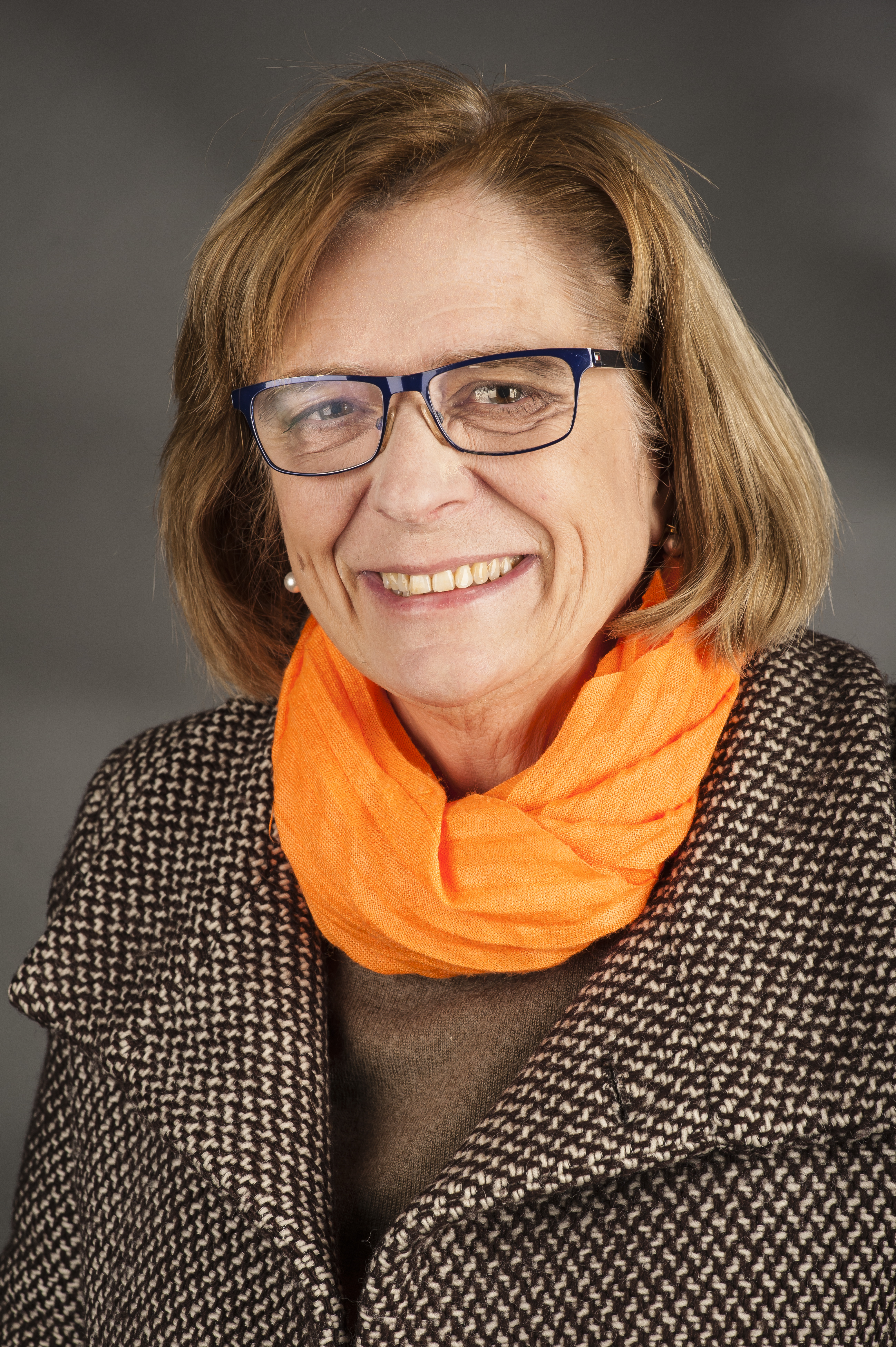
Teresa Riera Madurell (2014)

Teresa Riera Madurell (* 13. Oktober 1950 in Barcelona) ist eine spanische Wissenschaftlerin und Politikerin (PSOE) und seit der Europawahl 2004 Mitglied des Europäischen Parlaments.

## Wissenschaftliche Laufbahn
Nach einem Studium der Mathematik, das sie 1974 an der Universität Barcelona abschloss, arbeitete Riera als wissenschaftliche Mitarbeiterin an der Universitat Politècnica de Catalunya (UPC) und promovierte 1981. Nach einem Forschungsaufenthalt an der University of California wurde sie 1983 Dozentin der UPC. Im Jahr 1988 wurde sie Professorin für Informatik und Künstliche Intelligenz an der Universität der Balearen, wo sie von 1991 bis 1994 beigeordnete Vizerektorin war und ab 1996 eine Sommerschule für Gender Studies leitete.

## Politische Laufbahn
Bereits kurz nach dem Ende der Franco-Diktatur und der Wiederzulassung politischer Parteien trat Riera 1978 in die Partit dels Socialistes de Catalunya (PSC), die katalanische Schwesterpartei der spanischen sozialdemokratischen Partei PSOE ein. 1980 wurde sie zudem Mitglied der Bildungsgewerkschaft FETE, die Teil der PSOE-nahen Gewerkschaft UGT ist.
Nach ihrem Umzug auf die Balearischen Inseln war Riera 1988–1991 Kommunikationsbeauftragte und 1991–1994 Gleichstellungsbeauftragte des balearischen Regionalverbands der PSOE. Außerdem war sie ab 1989 Mitglied des Regionalparlaments der Balearen. 1994 wurde sie Präsidentin der balearischen PSOE. Außerdem gehörte sie der Inselregierung von Mallorca an.
1996 wurde Riera Mitglied des spanienweiten Parteivorstands der PSOE und zog im gleichen Jahr bei der spanischen Parlamentswahl in den Congreso de Diputados ein, dem sie bis 2004 angehörte. Ab 2000 war sie Mitglied der Parlamentarischen Versammlung der NATO.
Bei der Europawahl 2004 und erneut 2009 wurde sie in das Europäische Parlament gewählt. Hier gehört sie der sozialdemokratischen Fraktion S&D an und ist Mitglied im Ausschuss für Industrie, Forschung und Energie.